# اسکار فرناندز (بازیکن فوتبال، زاده ۱۹۹۵)
اسکار فرناندز (انگلیسی: Óscar Fernández؛ زادهٔ ۱۶ مهٔ ۱۹۹۵) بازیکن فوتبال اهل اسپانیا است.
از باشگاه‌هایی که در آن بازی کرده‌است می‌توان به باشگاه فوتبال راسینگ سانتاندر اشاره کرد.